# عبد الله مكرم شاه سلطان قدح
بادوكا سري السلطان عبد الله مكرم شاه بن السلطان محمد جوى زين العادلين معظم شاه الثاني (توفي في 1 سبتمبر 1797) كان السلطان العشرين لسلطنة قدح. كان عهده من 1778 إلى 1797. في عام 1780 أمر بإعادة بناء قلعة كوتا كوالا فهغ التي دمرتها آتشيه في عام 1619، وعين حافظ ساب مسؤولًا عن عمارة القلعة.

## تهديد مملكة سيام
استمرت الحرب بين بورما وسيام من عام 1753 إلى عام 1781. وبعد انتهاء الحرب أصبح سيام مرة أخرى قوة قوية جدًا وطالبت سلطنة قدح بإرسال المزيد من «بونغا ماس» إلى سيام. شعر السلطان عبد الله، بالتهديد من مطالب سيام. وأراد أن يحافظ على سيادة قدح ورفاهية الشعب. لم يكن لدى السلطان عبد الله خيار سوى طلب المساعدة العسكرية من شركة الهند الشرقية. وعرض السلطان عبد الله مدينة بينانق على الشركة في مقابل حماية قدح من التهديد السيامي. وافق فرانسيس لايت على العرض لعلمه بأهمية ميناء بينانق.

## الاتفاق والاحتلال والخيانة
توصل فرانسيس لايت شخصيُا إلى اتفاق مع السلطان عبد الله في عام 1786. سمح السلطان عبد الله لفرانسيس لايت بالبقاء في بينانق بشرط أن يقدم المساعدة العسكرية لسلطنة قدح عند الحاجة.
ينص الاتفاق على:
- يجب على شركة الهند الشرقية أن تقدم المساعدة العسكرية لقدح طالما أن قدح تتعرض للهجوم من قبل الأعداء.
- يجب ألا تساعد شركة الهند الشرقية أعداء قدح.
- تقوم شركة الهند الشرقية بدفع ما يصل إلى 30000 دولار إسباني كل عام إلى السلطان عبد الله كتعويض.

في عام 1786 غزت مملكة سيام مملكة فطاني وهددت سلطنة قدح. وطالب السلطان عبد الله بمساعدة عسكرية من شركة الهند الشرقية كما أشارت الاتفاقية. رفضت الشركة تقديم المساعدة لأن الاتفاق كان فقط مع فرانسيس لايت، وليس مع الشركة. فأجبر السلطان عبد الله فرانسيس لايت على الخروج من بينانق. كان فرانسيس لايت مترددًا في التخلي عن بينانق وعرض دفع تعويضات لكن السلطان عبد الله رفض. وفي عام 1791، تمكن السلطان عبد الله بمساعدة رياو، وسياك وسلاغور من تنظيم البحرية لمهاجمة واستعادة بينانق. وطلب فرانسيس لايت المساعدة من الجيش البريطاني لمهاجمة معقل السلطان عبد الله في سيبرانج بيراي. خسر السلطان عبد الله وتوصل إلى معاهدة سلام في 1 مايو 1791. ونصت المعاهدة على ضم بينانق إلى شركة الهند الشرقية. وكمكافأة ستدفع شركة الهند الشرقية ما يصل إلى 6000 دولار إسباني كل عام إلى السلطان عبد الله.
استولت شركة الهند الشرقية على أراضي جزيرة بينانق، والتي أطلق عليها اسم جزيرة أمير ويلز، ثم مقاطعة ويليسلي في البر الرئيسي. في المقابل تلقت السلطنة مدفوعات، وبعض أشكال ضمانات المساعدة الدفاعية ضد الطموحات التوسعية لمملكة سيام. تحول الوضع العسكري والدبلوماسي في المنطقة في وقت لاحق إلى الطبيعة والفعالية الدقيقة لالتزام شركة الهند الشرقية بالترتيبات الدفاعية لقدح ضد السياميين.